# Volta a Astúries 2018
La Volta a Astúries 2018, 61a edició de la Volta a Astúries, es va disputar entre el 27 i el 29 d'abril sobre un recorregut de 467 km repartits entre tres etapes. La cursa formava part del calendari de l'UCI Europa Tour 2018, amb una categoria 2.1.
El vencedor final fou l'equatorià Richard Carapaz (Movistar Team), vencedor també d'una etapa. L'acompanyaren al podi Jonathan Klever Caicedo (Medellín) i Ricardo Mestre (W52-FC Porto).

## Equips participants
En aquesta edició hi prendran part 16 equips:
| WorldTeam- Movistar Team Equips continentals professionals (6)- Fortuneo-Samsic - Burgos-BH - Manzana Postobón - Israel Cycling Academy - Caja Rural-Seguros RGA - Euskadi Basque Country-Murias Equips continentals (9)- Coldeportes Zenú - Team Ukyo - RP-Boavista - W52-FC Porto - Aviludo-Louletano - Lokosphinx - Medellín-Éxito - Fundación Euskadi - Bicicletas Strongman |
| |

## Etapes
| Etapa    | Data      | Ciutats d'etapa              | type              | Distància (km) | Vencedor de l'etapa        | Líder de la general        |
| -------- | --------- | ---------------------------- | ----------------- | -------------- | -------------------------- | -------------------------- |
| 1a etapa | 27 de abr | Uviéu – La Pola              | etapa accidentada | 177            | Dmitri Strakhov            | Dmitri Strakhov            |
| 2a etapa | 28 de abr | Soto Ribera – Alto del Acebo | etapa de muntanya | 171            | Richard Carapaz Montenegro | Richard Carapaz Montenegro |
| 3a etapa | 29 de abr | Cangas del Narcea – Uviéu    | etapa accidentada | 119            | Ricardo Mestre Correira    | Richard Carapaz Montenegro |

### Etapa 1
| \| Classificació de l'etapa \| Classificació de l'etapa \| Classificació de l'etapa \| Classificació de l'etapa \| Classificació de l'etapa \| \| Corredor \| Corredor \| Equip \| Temps \| \| \| ------------------------ \| -------------------------- \| ------------------------ \| ------------------------ \| ------------------------ \| \| 1r \| Dmitri Strakhov \| Lokosphinx \| 4h 17' 06" \| \| \| 2n \| Jonathan Caicedo Cepeda \| Medellín \| + 0" \| \| \| 3r \| Sergio Higuita García \| Manzana Postobón \| + 0" \| \| \| 4t \| Eduard Prades i Reverter \| Euskadi-Murias \| + 0" \| \| \| 5è \| Richard Carapaz Montenegro \| Movistar Team \| + 0" \| \| |                            |                  |            |
| |                            |                  |            |
| |                            |                  |            |
| Classificació de l'etapa |                            |                  |            |
| Corredor | Corredor                   | Equip            | Temps      |
| 1r | Dmitri Strakhov            | Lokosphinx       | 4h 17' 06" |
| 2n | Jonathan Caicedo Cepeda    | Medellín         | + 0"       |
| 3r | Sergio Higuita García      | Manzana Postobón | + 0"       |
| 4t | Eduard Prades i Reverter   | Euskadi-Murias   | + 0"       |
| 5è | Richard Carapaz Montenegro | Movistar Team    | + 0"       |

| \| Classificació general \| Classificació general \| Classificació general \| Classificació general \| Classificació general \| \| Corredor \| Corredor \| Equip \| Temps \| \| \| --------------------- \| -------------------------- \| --------------------- \| --------------------- \| --------------------- \| \| 1r \| Dmitri Strakhov \| Lokosphinx \| 4h 16' 56" \| \| \| 2n \| Jonathan Caicedo Cepeda \| Medellín \| + 4" \| \| \| 3r \| Sergio Higuita García \| Manzana Postobón \| + 6" \| \| \| 4t \| Eduard Prades i Reverter \| Euskadi-Murias \| + 10" \| \| \| 5è \| Richard Carapaz Montenegro \| Movistar Team \| + 10" \| \| |                            |                  |            |
| |                            |                  |            |
| |                            |                  |            |
| Classificació general |                            |                  |            |
| Corredor | Corredor                   | Equip            | Temps      |
| 1r | Dmitri Strakhov            | Lokosphinx       | 4h 16' 56" |
| 2n | Jonathan Caicedo Cepeda    | Medellín         | + 4"       |
| 3r | Sergio Higuita García      | Manzana Postobón | + 6"       |
| 4t | Eduard Prades i Reverter   | Euskadi-Murias   | + 10"      |
| 5è | Richard Carapaz Montenegro | Movistar Team    | + 10"      |

### Etapa 2
| \| Classificació de l'etapa \| Classificació de l'etapa \| Classificació de l'etapa \| Classificació de l'etapa \| Classificació de l'etapa \| \| Corredor \| Corredor \| Equip \| Temps \| \| \| ------------------------ \| -------------------------- \| ------------------------ \| ------------------------ \| ------------------------ \| \| 1r \| Richard Carapaz Montenegro \| Movistar Team \| 4h 24' 14" \| \| \| 2n \| Jonathan Caicedo Cepeda \| Medellín \| + 42" \| \| \| 3r \| Rubén Fernández Andújar \| Movistar Team \| + 50" \| \| \| 4t \| Robinson Chalapud Gómez \| Medellín \| + 50" \| \| \| 5è \| Antonio Pedrero López \| Movistar Team \| + 1' 05" \| \| |                            |               |            |
| |                            |               |            |
| |                            |               |            |
| Classificació de l'etapa |                            |               |            |
| Corredor | Corredor                   | Equip         | Temps      |
| 1r | Richard Carapaz Montenegro | Movistar Team | 4h 24' 14" |
| 2n | Jonathan Caicedo Cepeda    | Medellín      | + 42"      |
| 3r | Rubén Fernández Andújar    | Movistar Team | + 50"      |
| 4t | Robinson Chalapud Gómez    | Medellín      | + 50"      |
| 5è | Antonio Pedrero López      | Movistar Team | + 1' 05"   |

| \| Classificació general \| Classificació general \| Classificació general \| Classificació general \| Classificació general \| \| Corredor \| Corredor \| Equip \| Temps \| \| \| --------------------- \| -------------------------- \| ---------------------- \| --------------------- \| --------------------- \| \| 1r \| Richard Carapaz Montenegro \| Movistar Team \| 8h 41' 10" \| \| \| 2n \| Jonathan Caicedo Cepeda \| Medellín \| + 40" \| \| \| 3r \| Robinson Chalapud Gómez \| Medellín \| + 1' 00" \| \| \| 4t \| Rubén Fernández Andújar \| Movistar Team \| + 1' 05" \| \| \| 5è \| Nathan Earle \| Israel Cycling Academy \| + 1' 17" \| \| |                            |                        |            |
| |                            |                        |            |
| |                            |                        |            |
| Classificació general |                            |                        |            |
| Corredor | Corredor                   | Equip                  | Temps      |
| 1r | Richard Carapaz Montenegro | Movistar Team          | 8h 41' 10" |
| 2n | Jonathan Caicedo Cepeda    | Medellín               | + 40"      |
| 3r | Robinson Chalapud Gómez    | Medellín               | + 1' 00"   |
| 4t | Rubén Fernández Andújar    | Movistar Team          | + 1' 05"   |
| 5è | Nathan Earle               | Israel Cycling Academy | + 1' 17"   |

### Etapa 3
| \| Classificació de l'etapa \| Classificació de l'etapa \| Classificació de l'etapa \| Classificació de l'etapa \| Classificació de l'etapa \| \| Corredor \| Corredor \| Equip \| Temps \| \| \| ------------------------ \| ------------------------- \| ------------------------ \| ------------------------ \| ------------------------ \| \| 1r \| Ricardo Mestre Correira \| W52-FC Porto \| 2h 40' 42" \| \| \| 2n \| Aleksandr Ievtuixenko \| Lokosphinx \| + 9" \| \| \| 3r \| Benjamí Prades i Reverter \| Team Ukyo \| + 34" \| \| \| 4t \| Rubén Fernández Andújar \| Movistar Team \| + 34" \| \| \| 5è \| Nathan Earle \| Israel Cycling Academy \| + 34" \| \| |                           |                        |            |
| |                           |                        |            |
| |                           |                        |            |
| Classificació de l'etapa |                           |                        |            |
| Corredor | Corredor                  | Equip                  | Temps      |
| 1r | Ricardo Mestre Correira   | W52-FC Porto           | 2h 40' 42" |
| 2n | Aleksandr Ievtuixenko     | Lokosphinx             | + 9"       |
| 3r | Benjamí Prades i Reverter | Team Ukyo              | + 34"      |
| 4t | Rubén Fernández Andújar   | Movistar Team          | + 34"      |
| 5è | Nathan Earle              | Israel Cycling Academy | + 34"      |

## Classificació final
| \| Classificació general \| Classificació general \| Classificació general \| Classificació general \| Classificació general \| \| Corredor \| Corredor \| Equip \| Temps \| \| \| --------------------- \| -------------------------- \| ---------------------- \| --------------------- \| --------------------- \| \| 1r \| Richard Carapaz Montenegro \| Movistar Team \| 11h 22' 26" \| \| \| 2n \| Jonathan Caicedo Cepeda \| Medellín \| + 40" \| \| \| 3r \| Ricardo Mestre Correira \| W52-FC Porto \| + 59" \| \| \| 4t \| Robinson Chalapud Gómez \| Medellín \| + 1' 00" \| \| \| 5è \| Rubén Fernández Andújar \| Movistar Team \| + 1' 05" \| \| \| 6è \| Nathan Earle \| Israel Cycling Academy \| + 1' 17" \| \| \| 7è \| Sergio Pardilla Bellón \| Caja Rural-Seguros RGA \| + 1' 35" \| \| \| 8è \| Antonio Pedrero López \| Movistar Team \| + 1' 37" \| \| \| 9è \| Joaquim Silva \| Caja Rural-Seguros RGA \| + 1' 44" \| \| \| 10è \| César Fonte \| W52-FC Porto \| + 2' 00" \| \| |                            |                        |             |
| |                            |                        |             |
| Font: ProCyclingStats |                            |                        |             |
| Classificació general |                            |                        |             |
| Corredor | Corredor                   | Equip                  | Temps       |
| 1r | Richard Carapaz Montenegro | Movistar Team          | 11h 22' 26" |
| 2n | Jonathan Caicedo Cepeda    | Medellín               | + 40"       |
| 3r | Ricardo Mestre Correira    | W52-FC Porto           | + 59"       |
| 4t | Robinson Chalapud Gómez    | Medellín               | + 1' 00"    |
| 5è | Rubén Fernández Andújar    | Movistar Team          | + 1' 05"    |
| 6è | Nathan Earle               | Israel Cycling Academy | + 1' 17"    |
| 7è | Sergio Pardilla Bellón     | Caja Rural-Seguros RGA | + 1' 35"    |
| 8è | Antonio Pedrero López      | Movistar Team          | + 1' 37"    |
| 9è | Joaquim Silva              | Caja Rural-Seguros RGA | + 1' 44"    |
| 10è | César Fonte                | W52-FC Porto           | + 2' 00"    |